# 雷克隆维尔
雷克隆维尔（法語：Réclonville，法語發音：[ʁeklɔ̃vil]）是法国默尔特-摩泽尔省的一个市镇，属于吕内维尔区。

## 地理
雷克隆维尔（48°32'26"N, 6°43'41"E）面积2.96 平方千米，位于法国大東部大區默尔特-摩泽尔省，该省份为法国东北部内陆省份，是洛林的一部分，北邻比利时、卢森堡，北起顺时针与摩泽尔省、下莱茵省、孚日省和默兹省接壤。
与雷克隆维尔接壤的市镇（或旧市镇、城区）包括：比里维尔、阿布兰维尔、埃尔贝维莱、奥热维莱、佩通维尔。

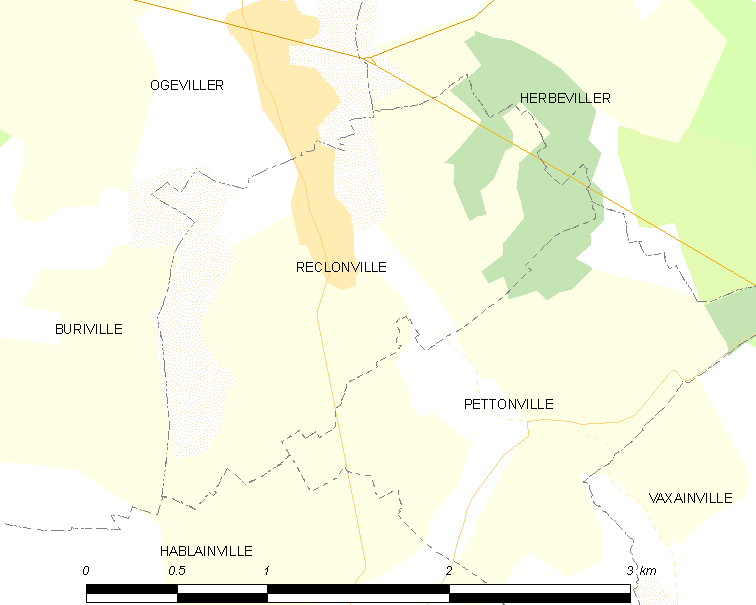
雷克隆维尔的OSM定位图

雷克隆维尔的时区为UTC+01:00、UTC+02:00（夏令时）。

## 行政
雷克隆维尔的邮政编码为54450，INSEE市镇编码为54447。

## 政治
雷克隆维尔所属的省级选区为巴卡拉县。

## 人口

1962-2008年间雷克隆维尔人口变化图示

雷克隆维尔于2022年1月1日时的人口数量为70人。